# Majellula pulchra
Majellula pulchra är en spindelart som beskrevs av Bryant 1940. Majellula pulchra ingår i släktet Majellula och familjen krabbspindlar.
Artens utbredningsområde är Kuba. Inga underarter finns listade i Catalogue of Life.